# 许涤新
许涤新（1906年10月25日—1988年2月8日），原名声闻，笔名方治平、渤若，男，广东揭阳人，中国经济学家，中国共产党党员。

## 生平
许涤新是广东揭阳棉湖镇（今属揭西县）人。1921年，入揭阳榕江中学（现揭阳一中）读书。1926年，进入中山大学文科预科班。并于次年考入厦门大学，但因资金问题肄业。1929年，考上国立上海劳动大学。
1933年，经杜国庠介绍加入中国共产党。1935年2月—1937年8月：由于叛徒告密被国民党逮捕入狱，卢沟桥事变后经八路军南京办事处交涉释放。于1937年任《群众》周刊责任编辑，1938年任《新华日报》编委会的委员。10月下旬，武汉沦陷，《新华日报》迁重庆，许涤新任编委和党总支书记。1940年冬调南方局宣传部，协助董必武工作。1946年10月，任中共香港工委委员、财经委书记、《群众》周刊及《华商报》编委，《大公报》副刊主编。
1949年5月上海解放后，历任中共上海市委委员，统战部长，华东财委和上海市财委副主任、市工商行政管理局局长，中共中央统战部副部长，国家行政管理局局长，中国社会科学院副院长、经济研究所所长，汕头大学校长。

## 社会兼职
中国统一战线理论研究会副会长，中国大百科全书总编辑委员会委员和《中国大百科全书·经济学》编辑委员会主任，第一、三届全国人大代表，第五、六届全国人大常委。

## 著作
- 《中国经济的道路》（1946年）
- 《官僚资本论》（1946年）
- 《政治经济学辞典》（上、中、下册，主编，1980-1981年）
- 《生态经济学探索》（1985年）。
- 《当代中国的人口》（1988年[3]）